# 旋管姬石蛾
旋管姬石蛾（学名：Hydroptila spiralis）为姬石蛾科姬石蛾屬下的一个种。